# Analyse de l’apprentissage
L’analyse de l’apprentissage (en anglais, learning analytics que l'on traduit également par « analytique de l’apprentissage » ou « analyse de l’éducation ») est la discipline consacrée à la mesure, la collecte, l’analyse et la présentation de rapports basés sur des données des apprenants en contexte d’apprentissage dans le but de comprendre et d’optimiser l’apprentissage et le contexte.

## Type de données recueillies
Les traces d’utilisation de services et outils en ligne, particulièrement les environnements d’apprentissage tel Moodle, constituent la source première de données d’apprentissage. Ces renseignements incluent le nombre et la durée des sessions de travail, la liste des contenus consultés et les résultats de tests. Il est également possible de relever les traces de l’utilisation d’applications comme des outils de bureautique ou des manuels électroniques.
Plusieurs dispositifs pour collecter des données physiques peuvent également être utilisés :
- des données de géolocalisation fournies par des appareils mobiles ;
- des mesures au moyen de capteurs ;
  - température,
  - rythme cardiaque,
  - oxymètre,
  - EEG[3],
  - conductance cutanée ;
- une caméra :
  - analyse émotionnelle à partir des traits du visage,
  - reconnaissance d’un individu qui effectue un examen en ligne,
  - suivi pupillaire (par oculomètre),
  - interactions dans un groupe ;
- un microphone :
  - enregistrement de conversations ou du niveau sonore dans une classe.

Cette liste des dispositifs peut sembler intrusive. En réalité, un nombre limité de sources est choisi en fonction des applications souhaitées.
Dans les faits, il s'agit avant tout de l’application au monde de la formation de techniques issues de la business intelligence, comme le forage de données, et d'analyse des réseaux sociaux.

## Encodage des données
Deux méthodes sont privilégiées pour l’encodage de l’information sur le suivi de l’apprentissage, information collectée lors de l’utilisation d’outils et de services en ligne :
- xAPI, un standard développé par ADL, le groupe qui a popularisé l’empaquetage de séquences d’apprentissage sous le format SCORM ;
- Caliper, un standard développé par IMS.

Ces standards proposent d’encoder l’information sous forme de triplets RDF avec la forme « sujet-prédicat-objet » + contexte. Par exemple :
- L’apprenant a complété la lecture en ligne du chapitre 3 en 20 minutes ;
- L’apprenant a répondu « oui » à la question 3 du test numéro 2 ;
- L’apprenant a complété la lecture du chapitre 3 en déplacement sur l’île de Montréal.

En outre, ces encodages proposent des vocabulaires contrôlés pour assurer l’interopérabilité. Ces énoncés sont emmagasinés dans un entrepôt d’énoncés d’apprentissage (désigné par l’acronyme LRS —Learning Record Store). Les résultats de l’enregistrement direct de données brutes telles la fréquence cardiaque, le son ou la vidéo doivent être traités avant d’être stockés sous cette forme. Ainsi, un niveau de référence peut être établi pour la fréquence cardiaque au repos, les autres données sont alors classées en conséquence. D’autres types de données, par exemple, la nature des interventions dans une discussion en groupe, doivent être préalablement codées par des humains avant d’être emmagasinées.

## Quelques applications de l’analyse de l’apprentissage

### Engagement de l’apprenant
Lorsque l’apprenant a accès à un tableau de bord illustrant sa progression et sa situation par rapport aux membres de son groupe, il est en mesure de s’engager dans une démarche réflexive motivant son apprentissage.

### Analyse prédictive
Lorsque des facteurs de risque ont été identifiés, l’analyse de l’apprentissage permet de cibler et de signaler des retards significatifs dans les activités en ligne ainsi que des résultats d’évaluation insatisfaisants qui suggèrent une intervention de la part de l’apprenant ou de l’enseignant. En revanche, certains critiquent cette utilisation axée sur la prévention de l’échec plutôt que sur des interventions visant à apporter un soutien sous forme de suggestions de parcours personnalisés ou de participation à un groupe de soutien.

### Détection précoce d’étudiants à risque
L’observation de certains profils peut permettre de suspecter des difficultés comme des handicaps physiques ou cognitifs. Une alerte peut alors être envoyée à l’enseignant pour qu’il valide cette hypothèse et dirige l’étudiant vers des ressources adaptées.

### Assurance qualité
Le suivi de l’utilisation des ressources numériques tout au long d’un cours, de même que l’association entre cette utilisation et les résultats aux tests permet à l’enseignant d’ajuster les séquences d’apprentissage. À plus grande échelle, on peut valider l’effet d’orienter certains apprenants classés comme faibles ou à risque vers des cours préparatoires en comparant leurs résultats avec ceux des apprenants qui sont admis directement.

### Engagement de l’enseignant
L’analyse d’enregistrements vidéo et audio d’interactions entre l’enseignant et les étudiants peut fournir une rétroaction utile sur l’utilisation d’une approche d’apprentissage ainsi que sur l’animation et le soutien fournis par l’enseignant. Cette approche devrait résulter d’une démarche de cheminement personnel et ne jamais être utilisée pour l’évaluation par l’administration.

### Activités de recherche sur l’apprentissage
Le vaste éventail des dispositifs de collecte de données, de même que l’interopérabilité quant à l’encodage des données fournissent aux chercheurs des occasions d’étudier, de comparer et d’évaluer le choix d’une approche pédagogique et des contenus sur la qualité des apprentissages. Le champ de la recherche en éducation est appelé à s’enrichir considérablement avec ces nouveaux outils et ces nouvelles méthodes.

## Préoccupations liées à l’analyse de l’apprentissage

### Représentativité
De nombreux dispositifs de collecte de données sont liés à l’utilisation d’ordinateurs et à la présence en ligne. Or, l’apprentissage se produit également en classe, mais aussi dans la vie quotidienne. Les données utilisées pour l’analyse de l’apprentissage ne représentent qu’une fraction observable dans un contexte donné. De plus, la mesure traditionnelle de l’apprentissage se traduit sous forme de diplôme et de scores. Elle ne tient pas compte de l’ensemble de l’amélioration des connaissances et des habiletés, lié à la croissance de l’individu.

### Littératie des enseignants
La plupart des applications font appel à l’enseignant pour la médiation des messages et alertes concernant les retards et difficultés d’apprentissage. Lorsqu’il s’agit d’interpréter le tableau de bord d’une classe, certains se demandent si l’enseignant est suffisamment formé pour établir des relations entre la représentation des données et les comportements observés. Ce débat n’est pas nouveau car il s’applique également dans les discussions sur l’ingénierie pédagogique.

### Vie privée et protection des données
Le croisement de données administratives, d’apprentissage et de données personnelles représente une menace importante à la vie privée des apprenants. Certes, la collecte de ces renseignements est l’essence même de l’encadrement pédagogique attendu de la part de l’institution d’enseignement. Et les étudiants axés sur la performance accueillent avec enthousiasme ces outils de rétroaction.
Par ailleurs, une majorité de gouvernements ont adopté des lois sur la protection de la vie privée[réf. nécessaire]. Ces lois précisent qu’un consentement doit être obtenu de la part de l’individu à propos duquel des données sont recueillies et conservées. L’objectif et la durée de leur conservation doivent également être signifiés.
Plusieurs législations,, dont le Règlement général sur la protection des données, confèrent également le droit de consulter les données recueillies sur sa propre personne, de demander que des corrections soient apportées ou que les données soient effacées.